# Venegoni & Co
I Venegoni & Co è un gruppo musicale di rock jazz, fondato da Gigi Venegoni (ex Arti e mestieri) nel 1977; in alcune incisioni il nome è riportato come Venegoni & Co..

## Formazioni

### Rumore Rosso, 1978
- Gigi Venegoni: chitarre, basso, percussioni
- Ciro Buttari: voce e strumenti vari
- Max Aimone: batteria
- Ludovico Einaudi: tastiere
- Luca Francesconi: tastiere
- Pietro Pirelli: vibrafono e percussioni
- Claudio Pascoli: sax soprano
- Maurizio Gianotti: sax tenore
- Claudio Montafia e Francesco Revelli: flauti
- Roberto Possanzini: basso
- Gualtiero Gatto: voce
- Arturo Romano: carciofi

### Sarabanda, 1980
- Gigi Venegoni: chitarre, basso voci e percussioni
- Ludovico Einaudi: tastiere
- Beppe Sciuto: batteria
- Paolo Franchini: basso
- Ciro Buttari: voce e strumenti vari
- Marco Astarita: percussioni e voce
- Giovanni Vigliar: violino
- Marco Bonino: voce
- Marco Cimino: violoncello
- Gualtiero Gatto: mani

### Mosaico, 1982
- Gigi Venegoni: chitarre e basso
- Silvano Borgatta: tastiere
- Louis Atzori: batteria
- Dario Arianti e Daniela Cavalcabò: voci
- Giovanni Vigliar: violino
- Paolo Franchini: basso
- Luigi Colarullo: batteria
- Marco Astarita: percussioni e voce
- Marino Paire: voce e programmazione
- Marco Cimino: tastiere

### Nocturne, 1988
- Gigi Venegoni: Guitar Synth
- Marino Paire: voce e programmazione
- Marco Cimino: tastiere

### Rumore Rosso Vivo, 1978/1979
- Gigi Venegoni: chitarre e voce
- Ludovico Einaudi: tastiere
- Ciro Buttari: voce e percussioni
- Max Aimone: batteria
- Silvano Borgatta: tastiere
- Luigi Colarullo: batteria
- Paolo Franchini: basso
- Marco Astarita: percussioni e voci

### Somewhere In The Seventies, 1980
- Gigi Venegoni: chitarre e voce
- Silvano Borgatta: tastiere
- Luigi Colarullo: batteria
- Paolo Franchini: basso
- Marco Astarita: percussioni e voce

### Planetarium, 2007
- Gigi Venegoni: chitarre e tastiere
- Piero Mortara: pianoforte, fisarmonica e tastiere
- Enzo Zirilli: batteria e percussioni
- Alessandro Maiorino: basso
- Marco Astarita: percussioni
- Diego Borotti: sax soprano
- Silvano Borgatta: pianoforte
- Roberta Bacciolo e Tiziano Lamberti: voci
- Furio Chirico: batteria
- Luciano Saracino: basso Fretless
- Luca Panicciari: violoncello

## Musiche per la televisione
Gigi Venegoni e Marco Cimino hanno composto la musica di sottofondo del meteo di Studio Aperto utilizzata dal 1991 al 2002.

## Discografia
- 1978:Rumore Rosso (Cramps, CRSLP 5503)
- 1979:1979 Il Concerto (Cramps, 0136532CRA)
- 1980:Sarabanda (Cramps, 5205 504; ristampato in CD dalla Edel Music)
- 1988:Nocturne (Dynamo, 8801)
- 2001:Mosaico (Electromantic Arts, 9003)
- 2002:Rumore Rosso Vivo (Registrazioni Live: 1978 e 1979, Electromantic Arts, 9012)
- 2004:Somewhere In The Seventies (registrazioni live del 1979, Edel, 01151792ERE)
- 2007:Planetarium (Electromantic, Rai Trade)